# Aquiló

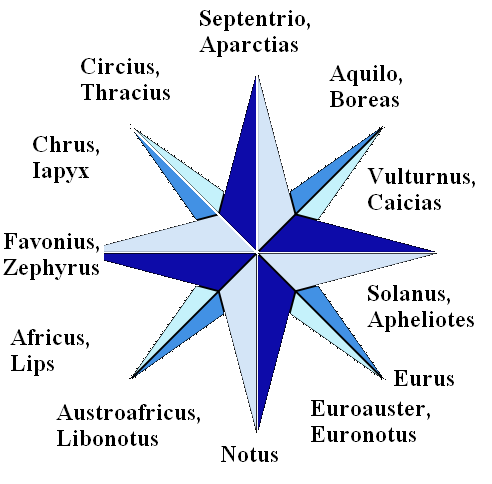
Aquiló i Boreas a la Rosa dels vents en llatí i grec, segons el Museu Pío-Clementino.

 Aquiló  o  Aquilo  (en llatí,  Aquilo ), a la mitologia romana, és el déu dels vents septentrionals (del nord), freds i tempestuosos. D'acord amb la mitologia romana, Aquiló fou el nom llatí del vent del nord, el seu homòleg grec és Bòreas, amb el qual s'assimilà en els mites.
Un nom alternatiu, utilitzat més rarament per al vent del nord és el de Septentrio, un mot derivat de  septem triones  ("set bous"), per referir-se a les set estrelles que es destaquen al nord, a la constel·lació de l'Ossa Major.

## Representació
Sovint és representat sota la figura d'un ancià amb el pèl blanc desordenat.

## Mitologia
És un dels quatre  Ventus Venti  (vents provinents dels quatre punts cardinals), fill d'Èol i l'Aurora, amb Favoni, Volturn i Auster.
Ovidi, en la Metamorfosi escriu:
"A l'acte tanca en les coves d'Èol a Aquiló i a tots vents que fan fugir als núvols acumulats, i deixa anar al Noto."
Plini l'associa amb Circi i Aparctias.
Per Maurice de La Porte, "Aquiló és un vent del nord que els grecs anomenaven Boreas."